# Unai Simón
Unai Simón Mendibil (sinh ngày 11 tháng 6 năm 1997) là một cầu thủ bóng đá chuyên nghiệp người Tây Ban Nha hiện đang thi đấu ở vị trí thủ môn cho câu lạc bộ La Liga Athletic Bilbao và đội tuyển bóng đá quốc gia Tây Ban Nha.

## Sự nghiệp câu lạc bộ
Simón sinh ra ở Vitoria-Gasteiz, Álava, Xứ Basque, và lớn lên ở ngôi làng Murgia gần đó; anh gia nhập hệ thống đào tạo trẻ của Athletic Bilbao vào năm 2011, từ CD Aurrerá de Vitoria. Anh ấy đã ra mắt với tư cách là đàn anh của đội nông trại trong mùa giải 2014–15, ở Tercera División.
Vào ngày 8 tháng 6 năm 2016, Simón được thăng hạng lên đội dự bị, gần đây đã xuống hạng ở Segunda División B. Anh ấy ngay lập tức trở thành người bắt đầu cho đội, đóng góp với 29 lần ra sân trong suốt chiến dịch.
Vào ngày 2 tháng 6 năm 2017, Simón được huấn luyện viên đội một mới José Ángel Ziganda gọi vào đội hình chính cho giai đoạn tiền mùa giải, nhưng vẫn tiếp tục xuất hiện riêng cho các đội B. Vào ngày 13 tháng 7 năm 2018, anh ký hợp đồng gia hạn đến năm 2023, và được đội bóng Segunda División Elche CF mượn hai tuần sau đó.
Vào ngày 15 tháng 8 năm 2018, sau khi Kepa Arrizabalaga rời câu lạc bộ và chấn thương của Iago Herrerín, Simón đã được Athletic gọi trở lại. Ban đầu, anh ấy có vẻ xếp sau Álex Remiro lớn tuổi hơn trong các lựa chọn, nhưng đã ra mắt chuyên nghiệp - và La Liga - năm ngày sau đó, bắt đầu trong chiến thắng 2–1 trên sân nhà trước CD Leganés. Chỉ trong lần ra sân thứ ba cho Athletic Bilbao ở giải đấu, Simón đã chơi trong trận hòa 1–1 với Real Madrid, nơi anh ấy đã thực hiện một số pha cứu thua quan trọng và được vinh danh là cầu thủ xuất sắc nhất trận đấu. Tuy nhiên, khi Herrerín lấy lại thể lực sung mãn vào tháng 10 năm 2018, anh đã được chọn làm thủ môn xuất phát, với trận đấu duy nhất của Simón trong 4 tháng sau đó là ở Copa del Rey.
Ở mùa giải 2019–20, Simón được trao số áo số 1 và bắt đầu chiến dịch với tư cách là sự lựa chọn đầu tiên, giữ sạch lưới trong trận thắng ngày khai màn trước FC Barcelona. Anh ấy tiếp tục phong độ mạnh mẽ trong suốt mùa giải, bỏ lỡ hai trận đấu vì ốm và hoàn thành 33 trận ở giải VĐQG, để thủng lưới 29 bàn để đứng thứ ba trong bảng xếp hạng Zamora Trophy. Ở vòng đấu đấu thứ 37, vòng áp chót, anh ấy bị đuổi khỏi sân trong hiệp một trận đấu với CD Leganés vì một pha tranh chấp 'người cuối cùng' bên ngoài vòng cấm, dẫn đến án treo giò kết thúc mùa giải của anh ấy sớm một trận; với chỉ mười người, Athletic Bilbao thua 0–2 để chấm dứt hy vọng mong manh của họ để giành quyền tham dự UEFA Europa League.
Vào tháng 8 năm 2020, anh ký hợp đồng mới với câu lạc bộ có thời hạn đến mùa hè năm 2025, không có điều khoản mua đứt.

## Thống kê sự nghiệp

### Câu lạc bộ
Tính đến ngày 25 tháng 5 năm 2024
| Câu lạc bộ          | Mùa giải            | Giải vô địch        | Giải vô địch | Giải vô địch | Cúp quốc gia | Cúp quốc gia | Châu lục | Châu lục | Khác | Khác | Tổng cộng | Tổng cộng |
| Câu lạc bộ          | Mùa giải            | Hạng đấu            | Trận         | Bàn          | Trận         | Bàn          | Trận     | Bàn      | Trận | Bàn  | Trận      | Bàn       |
| ------------------- | ------------------- | ------------------- | ------------ | ------------ | ------------ | ------------ | -------- | -------- | ---- | ---- | --------- | --------- |
| Basconia            | 2014–15             | Tercera División    | 14           | 0            | —            | —            | —        | —        | —    | —    | 14        | 0         |
| Basconia            | 2015–16             | Tercera División    | 22           | 0            | —            | —            | —        | —        | —    | —    | 22        | 0         |
| Basconia            | Tổng cộng           | Tổng cộng           | 36           | 0            | —            | —            | —        | —        | —    | —    | 36        | 0         |
| Bilbao Athletic     | 2014–15             | Segunda División B  | 0            | 0            | —            | —            | —        | —        | —    | —    | 0         | 0         |
| Bilbao Athletic     | 2015–16             | Segunda División    | 0            | 0            | —            | —            | —        | —        | —    | —    | 0         | 0         |
| Bilbao Athletic     | 2016–17             | Segunda División B  | 29           | 0            | —            | —            | —        | —        | —    | —    | 29        | 0         |
| Bilbao Athletic     | 2017–18             | Segunda División B  | 29           | 0            | —            | —            | —        | —        | 2    | 0    | 31        | 0         |
| Bilbao Athletic     | Tổng cộng           | Tổng cộng           | 58           | 0            | 0            | 0            | 0        | 0        | 2    | 0    | 60        | 0         |
| Athletic Bilbao     | 2016–17             | La Liga             | 0            | 0            | 0            | 0            | —        | —        | —    | —    | 0         | 0         |
| Athletic Bilbao     | 2017–18             | La Liga             | 0            | 0            | 0            | 0            | 0        | 0        | —    | —    | 0         | 0         |
| Athletic Bilbao     | 2018–19             | La Liga             | 7            | 0            | 4            | 0            | —        | —        | —    | —    | 11        | 0         |
| Athletic Bilbao     | 2019–20             | La Liga             | 34           | 0            | 4            | 0            | —        | —        | —    | —    | 38        | 0         |
| Athletic Bilbao     | 2020–21             | La Liga             | 37           | 0            | 4            | 0            | —        | —        | 2    | 0    | 43        | 0         |
| Athletic Bilbao     | 2021–22             | La Liga             | 34           | 0            | 0            | 0            | —        | —        | 2    | 0    | 36        | 0         |
| Athletic Bilbao     | 2022–23             | La Liga             | 31           | 0            | 0            | 0            | —        | —        | —    | —    | 31        | 0         |
| Athletic Bilbao     | 2023–24             | 36                  | 0            | 0            | 0            | —            | —        | —        | —    | 36   | 0         |           |
| Tổng cộng           | Tổng cộng           | 179                 | 0            | 12           | 0            | 0            | 0        | 4        | 0    | 195  | 0         |           |
| Tổng cộng sự nghiệp | Tổng cộng sự nghiệp | Tổng cộng sự nghiệp | 273          | 0            | 12           | 0            | 0        | 0        | 6    | 0    | 291       | 0         |

1. ↑  Ra sân tại Segunda División B play-offs
2. ↑  Bao gồm lần ra sân tại Chung kết Copa del Rey 2020 (chơi vào năm 2021)
3. 1 2  Ra sân tại Supercopa de España

### Quốc tế
Tính đến ngày 14 tháng 7 năm 2024
| Đội tuyển quốc gia | Năm       | Trận | Bàn |
| ------------------ | --------- | ---- | --- |
| Tây Ban Nha        | 2020      | 3    | 0   |
| Tây Ban Nha        | 2021      | 17   | 0   |
| Tây Ban Nha        | 2022      | 11   | 0   |
| Tây Ban Nha        | 2023      | 7    | 0   |
| Tây Ban Nha        | 2024      | 8    | 0   |
| Tổng cộng          | Tổng cộng | 46   | 0   |

## Danh hiệu
Athletic Bilbao
- Copa del Rey: 2023–24[24]
- Supercopa de España: 2020–21[25]

U19 Tây Ban Nha
- UEFA European Under-19 Championship: 2015[26]

U21 Tây Ban Nha
- UEFA European Under-21 Championship: 2019[27]

U23 Tây Ban Nha
- Summer Olympic huy chương bạc: 2020[28]

Tây Ban Nha
- UEFA European Championship: 2024[29]
- UEFA Nations League: 2022–23;[30] á quân: 2020–21[31]